# سافت‌بال

مگان گیبسون از دانشگاه تگزاس A&M در یک مسابقه سافتبال در آمریکا توپ را پرتاب می‌کند

سافت‌بال (به انگلیسی: Softball) یک ورزش گروهی است که از بیسبال ریشه‌گرفته و در برخی کشورها به‌ویژه ایالات متحده آمریکا بسیار پرطرفدار است.
سافت‌بال در سال ۱۸۸۷ توسط جرج هنکوک به عنوان یک ورزش زمستان و نوعی از بیسبال که بتوان در داخل سالن بازی کرد، در شیکاگو، ایالت ایلینوی ابداع شد.

## شیوه بازی
در بازی سافت‌بال توپی به قطر ۱۱ تا ۱۲ اینچ (۲۸ تا ۳۰/۵ سانتیمتر) توسط بازیکنی به نام «پیچر» به سوی بازیکنی از تیم حریف که «بتر» نام دارد، پرتاب می‌شود. او با یک چوب دایره‌وار و نرم که بت نامیده می‌شود، به توپ ضربه می‌زند.
بازیکنان تیم مدافع برای دریافت توپ در جای جای زمین موضع گرفته‌اند. اگر یکی از بازیکنان تیم مهاجم بتواند قبل از گرفته شدن توپ توسط بازیکنان تیم مقابل، سه علامت مشخص شده در زمین را که بیس نام دارند لمس کرده و در نهایت دست خود را به جایی که در انتهای مسیر مشخص شده بگذارد، امتیاز به نام تیم آن‌ها به ثبت خواهد رسید.
«بتر» باید پس از پرتاب توپ توسط پیچر حرکت خود را شروع کند.
سافت‌بال مستقیماً از بیسبال ریشه‌گرفته. به همین جهت بیسبال را در تقابل با سافت بال، هارد بال هم می‌نامند.

## پیدایش

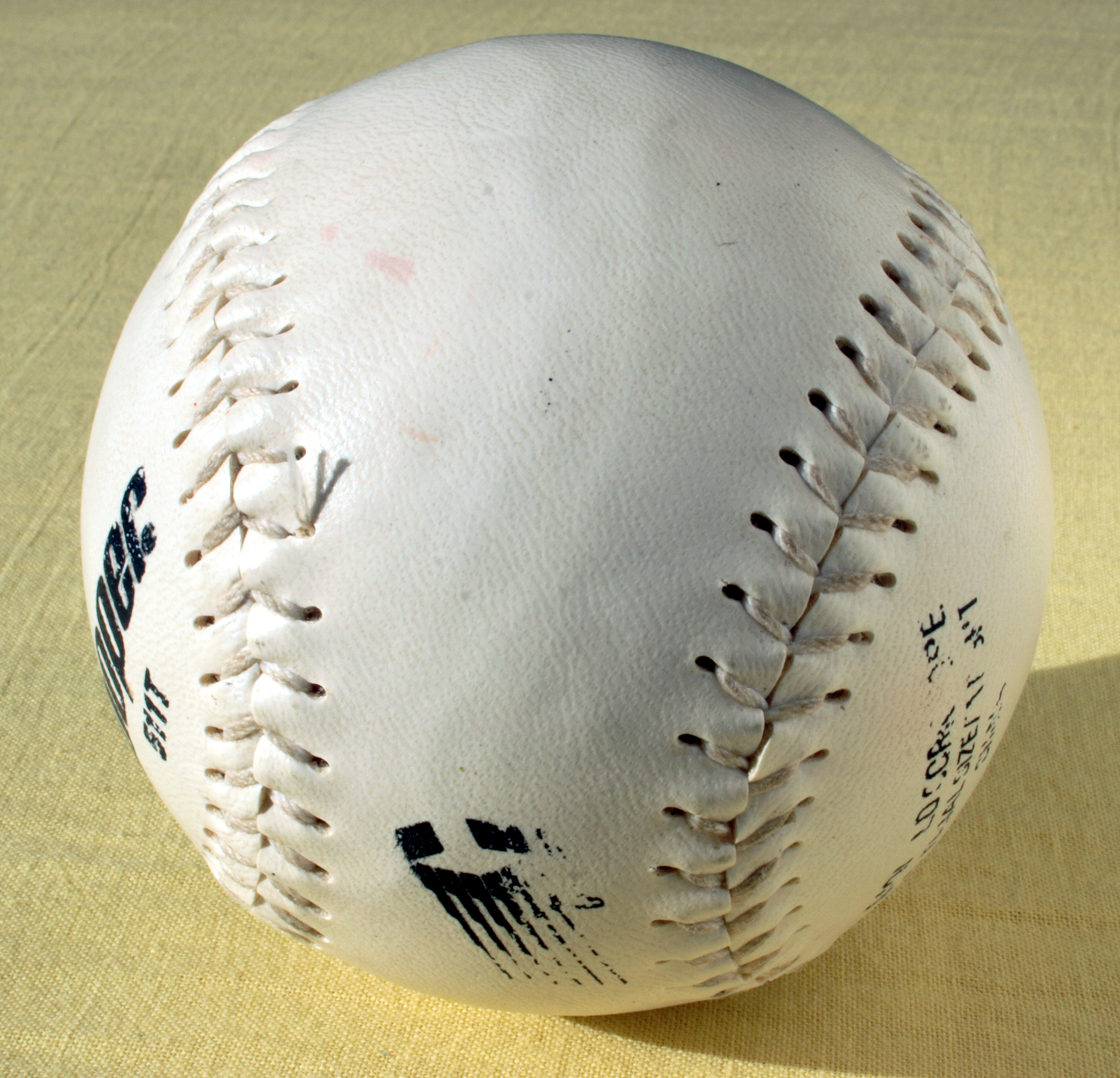
توپ سافتبال

دانشجویان دانشگاه‌های هاروارد و ییل برای شنیدن گزارش رادیویی یک مسابقه فوتبال در باشگاه قایقرانی فارگارت جمع شده‌بودند. پس از این که نتیجه مسابقه مشخص شد و پول شرط‌بندی پرداخت شد. یک دانشجوی ییل یک دستکش بوکس را سمت یکی هوادار هاروارد پرتاب کرد. او هم چوبی برداشت تا او را بزند. جرج هانکوک فریاد زد که به جای دعوا توپ بازی کنید. او دستکش بوکس را برداشت، آن را گره زد و به شکل یک توپ درآورد. از دسته جارو هم به عنوان چوب بازی استفاده کرد. به این ترتیب اولین مسابقه سافت‌بال در روز ۱۶ سپتامبر ۱۸۸۷ در باشگاه قایقرانی فارگارت برگزار شد و با امتیاز ۴۴–۴۰ به پایان رسید.
جرج هانکوک یک هفته بعد توپ دستکشی را ارتقا بخشید و چوبی کوچکتر از چوب بیسبال درست کرد.
جرج هنکوک در این اندیشه بود که بازیکنان بیسبال با این بازی بتوانند در طول زمستان هم این ورزش را در داخل سالن بازی کرده و آمادگی خود را حفظ کنند. توپی که او ساخت نرم بود و زیاد ارتفاع نمی‌گرفت و برای گرفتن آن نیاز به دستکش نبود.
باشگاه فاراگات به مرکز این ورزش تبدیل شد و یک سال بعد این بازی با نام «اوت دُر-این» به بیرون راه یافت. نخستین مجموعه قوانین سافت‌بال دو سال بعد در ۱۸۸۹ به چاپ رسید.

## پیشرفت
نام سافت بال در ۱۹۲۶ پیداشد. قبل از آن از نام‌های پامپ‌کین بال (کدوتنبل) و بیسبال داخل سالن استفاده می‌شد. نام‌های دیگر هم کیتن‌بال (بچه گربه)، دایاموند بال (لوزی و زمین بیسبال) و ماش بال (بلال) بودند.
در دهه ۱۹۳۰ سافت بال در سراسر ایالات متحده بازی می‌شد و در ۱۹۳۴ «شورای همسان‌سازی قوانین سافت‌بال» شکل گرفت.
البته توپ ۱۶ اینچی هانکوک و باشگاه فاراگات جای خود را به یک توپ دوازده اینچی داد که در مسابقاتی که در سال ۱۸۹۵ توسط سر لوئیس رابر برای آتش نشانان برگزارشد، استفاده شده‌بود. امروزه از توپ ۱۶ اینچی فقط در شیکاگو استفاده می‌شود.
در ۱۹۳۹ این ورزش وارد استرالیا شد. پس از جنگ جهانی دوم هم سربازان کانادایی سافت‌بال را به هلند بردند.
سافت‌بال در ۱۹۶۳ وارد انگلیس شد و اولین لیگ سافت‌بال زنان بریتانیا در ۱۹۸۲ شکل گرفت.

## مسابقات بین‌المللی
مسابقات جام جهانی سافت بال هر چهار سال یک‌بار برگزار می‌شود.
در رده مردان تیم ملی نیوزیلند با پیروزی در سه دوره اخیر مسابقات قهرمان جهان است. در رده جوانان استرالیا با قهرمان در سه دوره اخیر مسابقات، تیم اول دنیاست.
در سافت بال زنان تیم ملی آمریکا هر چهار دوره المپیک را فتح کرده و با پیروزی در ۶ دوره اخیر جام جهانی قدرت بی چون و چرای این رشته‌ورزشی است. در گروه سنی جوانان هم تیم ملی سافت بال زنان ژاپن قهرمان دو دوره اخیر مسابقات جام جهانی شده‌است.
از المپیک ۱۹۹۶ آتلانتا که مسابقات در مهد رشته ورزشی سافت بال و بیسبال برگزار می‌شد این دو رشته ورزشی هم در تقویم المپیک قرار گرفتند. مقرر شد تا مسابقات سافت‌بال در گروه بانوان و بیسبال در گروه آقایان برگزار شود.
هر چهار دوره المپیک در رشته سافت‌بال با قهرمانی آمریکا به پایان رسید.
در جلسه سال ۲۰۰۵ کمیته بین‌المللی المپیک در سنگاپور برای تعیین میزبانی المپیک ۲۰۱۲، این دو رشته اولین قربانیان سیاست کاهش و جلوگیری از گسترش تعداد ورزش‌کاران و مسابقات و رشته‌های ورزشی المپیک شدند.

## محبوبیت
سافت بال در بیش از صد کشور برگزار می‌شود. در حال حاضر صد و سیزده کشور مستقل عضو فدراسیون بین‌المللی سافت‌بال هستند.
این ورزش در آمریکا بیشترین تعداد بازیکنان را در میان تمام رشته‌های ورزشی دارد. حدود چهل میلیون آمریکایی حداقل یک‌بار در سال در یک مسابقه سافت‌بال شرکت می‌کنند. در بسیاری از شهرهای آمریکا تیم‌های سافت‌بال توسط میکده‌ها سازمان‌دهی می‌شوند. به همین جهت اصطلاح لیگ_آبجو سافت‌بال رایج شده‌است. اکثر تیم‌ها از بازیکنان مرد و زن به‌طور مختلط با سطوح مهارتی بسیار متفاوت سود می‌برند. تقریباً تمام این لیگ‌ها سافت بال «اسلوپیچ» را بازی می‌کنند.
علاوه بر آمریکا سافت‌بال در ژاپن، استرالیا، نیوزلند، چین، تایوان، کانادا، کوبا و ایتالیا هم محبوبیت زیادی دارد.